# Suore di Santa Maria Maddalena della penitenza
Le Suore di Santa Maria Maddalena della Penitenza (in polacco Zgromadzenie Sióstr Św. Marii Magdaleny od Pokuty) sono un istituto religioso femminile di diritto pontificio: le suore di questa congregazione pospongono al loro nome la sigla C.S.M.M.

## Storia
Le origini della congregazione risalgono al monastero delle maddalene fondato a Lubań, in Slesia, nel 1320. Quella di Lubań fu l'unica casa dell'ordine a sopravvivere alle secolarizzazioni operate da Giuseppe II perché le monache dirigevano un ospedale gratuito per le donne della zona.
Il monastero di Lubań andò distrutto durante la seconda guerra mondiale e nel 1952 le monache ripresero a condurre vita comune a Seyboldorf, in Baviera.
Grazie ad alcune monache di Seyboldsdorf e ad altre religiose che, dopo la guerra, erano rimaste in Polonia, le maddalene si ristabilirono a Lubań e nel 1977 fondarono anche una filiale a Jelenia Góra. Le case polacche, però, abbandonarono la loro natura monastica e si unirono in una congregazione centralizzata dedita all'apostolato attivo.

## Attività e diffusione
Le suore conducono una vita di preghiera e penitenza e si dedicano soprattutto ad attività a favore delle giovani (istruzione, catechesi, animazione di gruppi giovanili).
Oltre che in Polonia, sono presenti in Germania e in Russia; la sede generalizia è a Lubań.
Alla fine del 2008 la congregazione contava 53 religiose in 9 case.